# Amelinghausen
 Ikke at forveksle med Samtgemeinde Amelinghausen.
Amelinghausen er en kommune i Landkreis Lüneburg i den tyske delstat Niedersachsen, som er administrationsby i Samtgemeinden med samme navn.

## Geografi
Amelinghausen ligger midt i naturparken Lüneburger Heide. Øst for byen løber den øvre del af floden River Lopau der løber sammen med Luhe lige nord for byen; Lopau er øst for Amelinghausen opstemmet til søen Lopausee, der udgør et rekreativt udflugtsmål for både turister og lokale.
Amelinghausen har station på jernbanestrækningen Lüneburg–Soltau.

## Inddeling
I kommunen ligger landsbyerne:
- Amelinghausen
- Dehnsen
- Etzen